# リン・ホブデイ
リン・ホブデイ（Lynne Hobday、11月9日-）はイギリス出身の舞台女優、作詞家・訳詞家。

## 来歴
- 舞台女優としては、2000年より2002年の解散まで、HIGHLEG JESUSに参加。
- 作詞家、訳詞家としては、hyde、L'Arc〜en〜Ciel、Seikou Nagaoka、Hard Romantic、T.M.Revolution、abingdon boys school、Ensemble Planeta、書上奈朋子、増田いずみ、青山みつ紀など多くの日本人アーティストの英語歌詞を手がけている。

## 参加楽曲
- L'Arc～en～Ciel 「Spirit dreams inside」（2001年）等 - 英訳詞
- HYDE「ROENTGEN english version」（2002年）「HYDE」（2008年） - 英訳詞
- abingdon boys school「abingdon boys school」（2007年） - Female Voice
- しりあがり寿「ならべ唄」（2008年） - ボーカル
- Mary's Blood「魂のルフラン」（2020年、高橋洋子のカバー、アニソンカバーアルバム『Re>Animator』収録曲）- バックコーラス[1]